# Lin Shih-chia
Lin Shih-chia (林詩嘉S, Lín ShījiāP; 20 maggio 1993) è un'arciera taiwanese.

## Palmarès

### Olimpiadi
- 1 medaglia:
  - 1 bronzo (Rio de Janeiro 2016 a squadre)

### Mondiali
- 3 medaglie:
  - 2 argenti (Copenaghen 2015 nell'individuale; Copenaghen 2015 a squadre miste)
  - 1 bronzo (Messico 2017 a squadre)

### Universiadi
- 1 medaglia:
  - 1 oro (Canton 2015 a squadre)